# August (công ty)
August (オーガスト Ōgasuto) là một công ty chuyên sản xuất visual novel của Nhật Bản thuộc quyền quản lý của nhà phát hành Hazuki. Trên Internet, August còn được biết tới với biệt danh là Hachigatsu (八月). Cả Hazuki (diệp nguyệt - tháng lá cây) và Hachigatsu (bát nguyệt - tháng tám) đều là tên của tháng thứ tám trong tiếng Nhật.
Hazuki sau đó thành lập nên một hãng mang tên ARIA đảm nhiệm các trò chơi điện tử vào tháng 3 năm 2006. Nhân viên của ARIA bao gồm phần lớn các nhân viên của August. Mục tiêu của họ là chuyển thể các game vi tính sang trò chơi điện tử với chất lượng và thế giới quan giữ nguyên.

## Sản phẩm

### August
- Binary Pot (22 tháng 2 năm 2002)
- Princess Holiday (27 tháng 9 năm 2002)
- Tsuki wa Higashi ni Hi wa Nishi ni: Operation Sanctuary (26 tháng 9 năm 2003)
- August Fan Box (27 tháng 8 năm 2004)
- Yoake Mae yori Ruriiro na (22 tháng 9 năm 2005)
- Fortune Arterial (25 tháng 1 năm 2008)
- Yoake Mae yori Ruriiro na -Moonlight Cradle- (27 tháng 2 năm 2009)
- Aiyoku no Eustia (28 tháng 4 năm 2011)
- Daitoshokan no Hitsujikai: a good librarian like a good shepherd (2012)

### ARIA
- Yoake Mae yori Ruriiro na -Brighter than dawning blue- (7 tháng 12 năm 2006)
  - PlayStation 2, release by Digital Gain (later Kaga Create)
- Yoake Mae yori Ruriiro na Portable (25 tháng 2 năm 2010)
  - PlayStation Portable, released by Kadokawa Shoten
- Fortune Arterial: Akai Yakusoku (scheduled)
  - PlayStation 3, released by Kadokawa Shoten